# Seo Taiji and Boys
Seo Taiji and Boys (kor. 서태지와 아이들; auch kurz Taiji Boys genannt) waren eine dreiköpfige K-Pop-Band aus Südkorea. Die Gruppe gilt als Begründer der K-Pop-Generationen.

## Geschichte
Nach der Auflösung der südkoreanischen Metal-Band Sinawe, bei der Seo Taiji als Bassist spielte, gründete er 1992 seine eigene Band mit dem Namen Seo Taiji and Boys. Er schloss sich dabei mit den Tänzern Yang Hyun-suk und Lee Ju-no zusammen, die er traf, als er von ihnen das Tanzen erlernen wollte. Das Titellied ihres ersten Albums Seo Taiji & Boys hieß Nan Arayo (난 알아요) und war ein großer Erfolg. Die Band verschmolz Elemente von Rock, Hip-Hop und Breakdance mit K-Pop. Sie nahm vier Studioalben auf. Neben Nan Arayo war Come Back Home einer ihrer größten Hits. Die Band löste sich nach nur vier Jahren 1996 auf. Seo wurde ein erfolgreicher Solokünstler, nachdem er sich einige Jahre in die Vereinigten Staaten zurückgezogen hatte. Yang wurde ein sehr erfolgreicher Geschäftsmann in der Unterhaltungsindustrie und ist Gründer und Kopf von YG Entertainment, eines der drei großen Major-Labels Südkoreas. Auch Lee wurde ein Produzent von Popgruppen, beispielsweise von Young Turks Club. Durch den großen Erfolg der Band hatte sich der Pop-Musikmarkt Südkoreas deutlich verändert und setzt seitdem stärker auf ein jüngeres Zielpublikum. Die Musiklabels entwickelten infolge des Erfolgs von Seo Taiji and Boys K-Popgruppen mit jungen Mitgliedern, wie H.O.T., Sechs Kies, Fin.K.L und Shinhwa.

## Diskografie

### Studioalben
- 1992: Seo Taiji & Boys
- 1993: Seo Taiji & Boys II
- 1994: Seo Taiji & Boys III
- 1995: Seo Taiji & Boys IV

### Livealben und Kompilationen
- 1992: Taiji Boys Live & Techno Mix
- 1994: Seotaiji and Boys ’93 – 마지막축제 (Last Festival)
- 1995: Taiji Boys ’95 – 다른 하늘이 열리고 (Farewall to Sky)
- 1996: Seotaiji and Boys Goodbye Best Album
- 1996: Sidae-Yoogam – 시대유감 (Regret of the Times)